# Max Nemetz
Max Nemetz (* 19. Oktober 1884 in Bremen; † 2. Juli 1971 in Herrenalb, Schwarzwald) war ein deutscher Schauspieler.

## Leben
Max Nemetz war ein Schauspieler am Deutschen Schauspielhaus in Berlin. Er wurde als zweiter Paul Wegener gefeiert, blieb aber immer hinter dessen Einmaligkeit zurück. In einer Kritik heißt es: „Nemetz spielt mit großer Leidenschaft, beweglich, bitter, boshaft und zänkisch“. Nemetz trat in seinen Berliner Jahren von 1918 bis 1923 ab und zu im Stummfilm auf, darunter in seiner heute wohl bekanntesten Rolle als unglückseliger Schiffskapitän in Nosferatu – Eine Symphonie des Grauens. Nemetz verließ später die Filmmetropole und filmte erst ab 1953 wieder – vorwiegend in Fernsehproduktionen. Er starb während eines Kuraufenthaltes in Bad Herrenalb im Schwarzwald.

## Filmografie
- 1921: Der Friedhof der Lebenden
- 1921: Marizza, genannt die Schmugglermadonna
- 1921: Nosferatu – Eine Symphonie des Grauens
- 1923: Der Mensch am Wege
- 1954: Rosen aus dem Süden
- 1956: Philemon und Baucis (Fernsehfilm)
- 1960: Hexenjagd (Fernsehfilm)
- 1963: Die Abrechnung (Fernsehfilm)
- 1963: Einsame Menschen (Fernsehfilm)
- 1963: Stadtpark (Fernsehfilm)
- 1964: Caesar und Cleopatra (Fernsehfilm)
- 1966: Hafenpolizei – Taschendiebe (Fernsehserie)
- 1966: Der Fall Rouger (Fernsehfilm)
- 1966: Das Mißverständnis (Fernsehfilm)

## Theater (Auswahl)
- 1913: Festspiel in deutschen Reimen (Jahrhunderthalle, Breslau)
- 1914: Der verlorene Sohn (Deutsches Theater, Berlin)
- 1921: Florian Geyer (Großes Schauspielhaus, Berlin)
- 1921: Der Kaufmann von Venedig (Großes Schauspielhaus, Berlin)
- 1924: Hermannsschlacht (Darmstadt)
- 1924: Herakles (Darmstadt)
- 1934: Die Piccolomini (Eger)
- 1936: Die Hochzeit von Dobesti (Darmstadt)
- 1937: Der Einsame (Darmstadt)
- 1939: Die Nibelungen (Darmstadt)
- 1941: Heinrich und Anna (Darmstadt)
- 1942: Der Doppelgänger (Darmstadt)